# Do You Really Want to Hurt Me
"Do You Really Want to Hurt Me" (Opravdu mi chceš ublížit?) je reagge/Lovers Rock/new wave píseň od skupiny Culture Club. Byl publikovaný 1. září roku 1982 u Virgin Records (Velká Británie) a u Epic Records (v USA) Píseň sepsal Culture Club a produkoval ji Steve Levine. Píseň coverovali Violent Femmes, Blue Lagoon, Diana King. Frank Zappa přendal refrén z písně "Do You Really Want to Hurt Me" do své doo-wop/new wave písně "He's So Gay".

## Historie a hitparáda
Již brzy se z písničky stal velký hit, díky kterému se Boy George a Culture Club poprvé ocitli na jevišti Top of the Pops. Píseň obsadila #1 příčku v britské hitparádě UK Singles Chart a příčku #2 v americké hitparádě Billboard Hot 100.
| Hitparáda (1982/83)                          | Příčka        |
| -------------------------------------------- | ------------- |
| Australian ARIA Singles Chart                | 1             |
| Austrian Singles Chart                       | 1             |
| Canadian Singles Chart                       | 1             |
| Dutch Singles Chart                          | 2             |
| Eurochart Hot 100                            | 1             |
| German Singles Chart                         | 1             |
| Irish Singles Chart                          | 1             |
| Italian Singles Chart                        | 2             |
| Japanese Singles Chart                       | 23            |
| Norwegian Singles Chart                      | 2             |
| Swedish Singles Chart                        | 1             |
| Swiss Singles Chart                          | 1             |
| UK Singles Chart                             | 1             |
| U.S. Billboard Black Singles                 | 39            |
| U.S. Billboard Hot Adult Contemporary Tracks | 8             |
| U.S. Billboard Hot Mainstream Rock Tracks    | 21            |
| U.S. Billboard Pop Singles                   | 2             |
| Chart (2005)                                 | Peak position |
| Belgian (Wallonia) Singles Chart             | 24            |
| French SNEP Singles Chart                    | 16            |